# Von hier an blind
Von hier an blind – drugi album studyjny niemieckiego zespołu pop-rockowego Wir sind Helden.
Płyta przez dwanaście tygodni utrzymywała się w pierwszej dziesiątce sprzedaży w Niemczech, duży sukces komercyjny odniosła również w Austrii i Szwajcarii. Na fali popularności w krajach niemieckojęzycznych, poszukujący nowych rynków zespół nagrał również angielsko, francusko i japońskojęzyczne wersje niektórych piosenek z albumu.
Płyta znana jest również w Polsce, promująca ją piosenka "Von hier an blind" (w francuskojęzycznej wersji "Le Vide") gościła m.in. na liście przebojów radiowej "Trójki".

## Lista utworów
1. "Wenn es passiert" – 3:33
2. "Echolot" – 4:31
3. "Von hier an blind" – 3:30
4. "Zuhälter" – 3:30
5. "Ein Elefant für dich" – 4:42
6. "Darf ich das behalten" – 3:18
7. "Wütend genug" – 4:29
8. "Geht auseinander" – 3:10
9. "Zieh dir was an" – 3:26
10. "Gekommen um zu bleiben" – 3:10
11. "Nur ein Wort" – 3:56
12. "Ich werde mein Leben lang üben, dich so zu lieben, wie ich dich lieben will, wenn du gehst" – 2:52
13. "Bist du nicht müde" – 3:53

## Single
1. "Gekommen um zu bleiben" (28 lutego 2005)
2. "Nur ein Wort" (17 maja 2005)
3. "Von hier an blind" (26 października 2005)
4. "Wenn es passiert" (13 stycznia 2006)

## Skład
- Judith Holofernes – wokal, gitara
- Pola Roy – perkusja
- Mark Tavassol – gitara basowa
- Jean-Michel Tourette – instrumenty klawiszowe, gitara
- Teksty i muzyka: Wir sind Helden

## Nagrody
2005
- Eins Live Krone za najlepszy album
- European Border Breakers Award

2006
- Nagroda Echo w kategorii najlepszy zespół